# Xai-Xai
Xai-Xai (tiếng Bồ Đào Nha phát âm: [ʃaj ʃaj]) là một thành phố ở phía nam của Mozambique. Đây là thủ phủ của tỉnh Gaza. Đến năm 2007 có dân số 116.343 người.

## Lịch sử

### Thời kỳ thuộc Bồ Đào Nha
Xai-Xai, trước đây là João Belo, phát triển trong đầu những năm 1900, khi người Bồ Đào Nha cai trị như là một cổng đồng Lourenço Marques (hiện tại Maputo), mặc dù ý nghĩa kinh tế của nó đã không bao giờ ngang với thành phố lớn nhất của Mozambique. Trước khi độc lập từ Bồ Đào Nha vào năm 1975, Xai-Xai được biết đến như João Belo, ở tỉnh hải ngoại của Mozambique. João Belo phát triển và phát triển dưới sự cai trị của Bồ Đào Nha như một cổng, nông nghiệp và trung tâm công nghiệp (gạo và hạt điều được sản xuất và chuyển đổi), một nhà cung cấp các dịch vụ, bao gồm cả bệnh viện huyện và ngân hàng, và một trung tâm hành chính. Du lịch cũng rất quan trọng với những bãi biển và khách sạn. Năm 1970, thành phố có 63.949 dân.

### Sau khi độc lập từ Bồ Đào Nha
Đó là ảnh hưởng nặng nề đến năm 2000 lũ lụt của các Limpopo, với một số tòa nhà ngập sâu 3 mét (10 ft) dưới nước. Tuy nhiên, ngay sau khi nước rút đi thị xã đã được mở ra cho kinh doanh một lần nữa.
Xai-Xai nằm gần với Ấn Độ Dương, bên sông Limpopo, khoảng cách 200 km (120 dặm) so với thủ đô Maputo, thành phố nằm trong một đồng bằng màu mỡ rộng canh tác lúa, khu vực này có độ cao 9,8 mét trên mực nước biển.
Xai-Xai có khoảng cách 5,1 km so với Donguene, 4 km so với Macandene, 2,7 km so với Chiluane và 0,8 km so với Tavene.